# Przygody Guliwera
Przygody Guliwera (ang. The Adventures of Gulliver, 1968–1969) – amerykański serial animowany wyprodukowany przez studio Hanna-Barbera. Jest to serial bazujący według powieści Jonathana Swifta Podróże Guliwera z 1726 roku.
Emitowany był przez ABC od 14 września 1968 roku do 4 stycznia 1969 roku w sobotnich porankach. W Polsce nadawany był od 5 stycznia 1993 do 27 kwietnia 1993 roku na kanale TVP2.

## Opis fabuły
Podczas poszukiwań ojca Thomasa Gullivera, Gary Guliwer wraz ze swoim psem Taggiem rozbijają się na wyspie zamieszkiwanej przez małe stworzenia zwane Liliputami.

## Obsada
- Jerry Dexter – Gary Gulliver
- John Stephenson –
  - Kapitan Leech,
  - Thomas Gulliver
- Herb Vigran – Glum

i inni

## Spis odcinków
| Premiera odcinka | N/o | Polski tytuł    | Angielski tytuł             |
| ---------------- | --- | --------------- | --------------------------- |
|                  |     |                 |                             |
| SERIA PIERWSZA   |     |                 |                             |
|                  |     |                 |                             |
| 05.01.1993       | 01  |                 | Dangerous Journey           |
|                  |     |                 |                             |
| 12.01.1993       | 02  |                 | The Valley of Time          |
|                  |     |                 |                             |
| 19.01.1993       | 03  |                 | The Capture                 |
|                  |     |                 |                             |
| 26.01.1993       | 04  | Mali Wikingowie | The Tiny Viking             |
|                  |     |                 |                             |
| 02.02.1993       | 05  |                 | The Forbideen Pool          |
|                  |     |                 |                             |
| 09.02.1993       | 06  |                 | The Perils Of The Lilliputs |
|                  |     |                 |                             |
| 16.02.1993       | 07  |                 | Exit Leech                  |
|                  |     |                 |                             |
| 23.02.1993       | 08  |                 | Hurricane Island            |
|                  |     |                 |                             |
| 02.03.1993       | 09  |                 | Mysterious Forest           |
|                  |     |                 |                             |
| 09.03.1993       | 10  |                 | Little Man Of The Year      |
|                  |     |                 |                             |
| 16.03.1993       | 11  |                 | The Rescue                  |
|                  |     |                 |                             |
| 23.03.1993       | 12  |                 | The Dark Sleep              |
|                  |     |                 |                             |
| 30.03.1993       | 13  |                 | The Runaway                 |
|                  |     |                 |                             |
| 06.04.1993       | 14  |                 | The Masquerade              |
|                  |     |                 |                             |
| 13.04.1993       | 15  |                 | The Missing Crown           |
|                  |     |                 |                             |
| 20.04.1993       | 16  |                 | Gulliver's Challenge        |
|                  |     |                 |                             |
| 27.04.1993       | 17  |                 | The Hero                    |
|                  |     |                 |                             |